# Style alpin

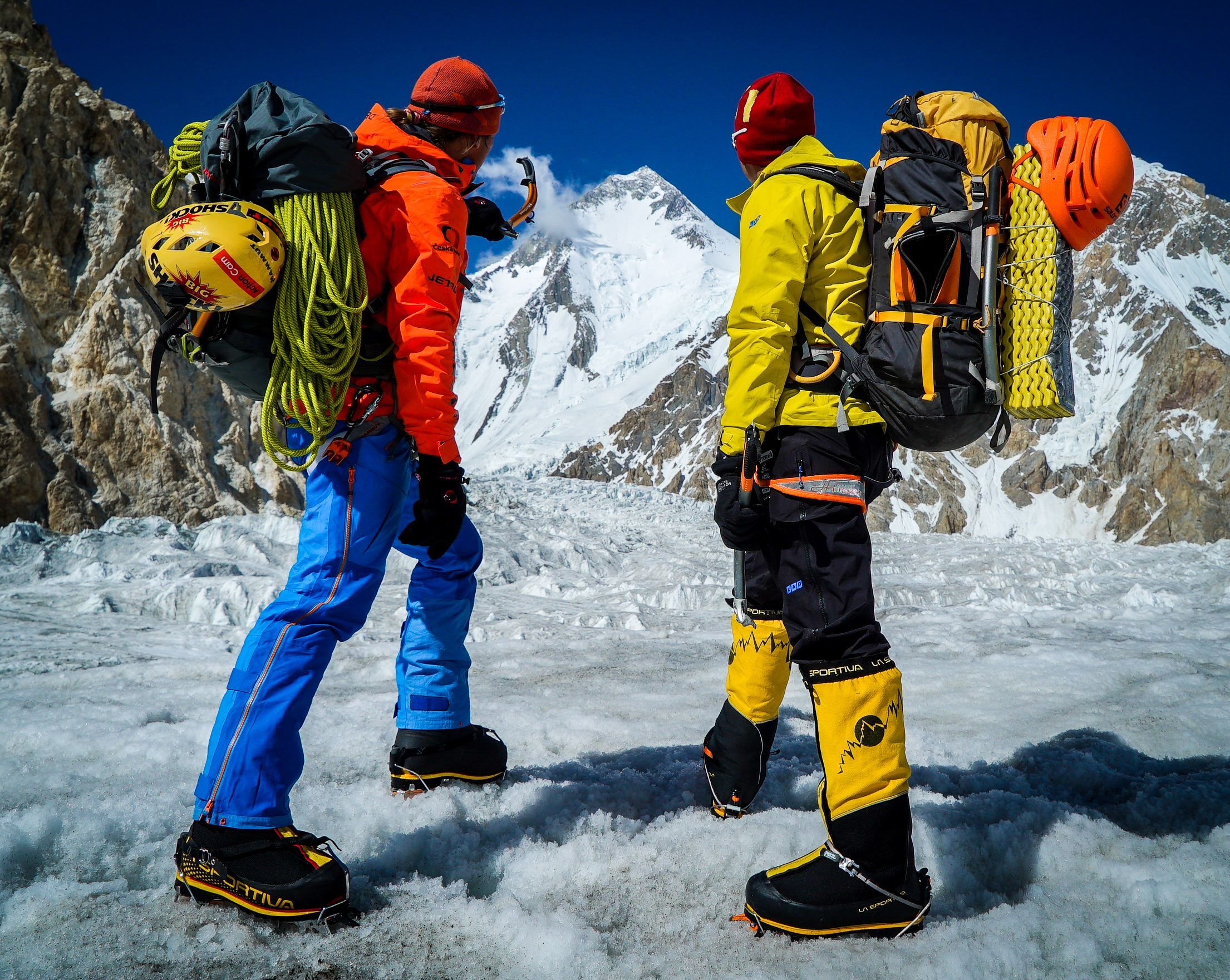
Marek Holeček et Tomas Petrecek devant le Gasherbrum sur le point de commencer leur ascension en style alpin en 2015.

Le style alpin fait référence aux alpinistes qui effectuent des ascensions en haute altitude de manière autonome en transportant eux-mêmes leur équipement, de la même façon que dans les Alpes. Ce style s'oppose au style d'expédition où les alpinistes établissent des camps fixes, reliés par des cordes fixes, alimentés en matériel et en nourriture par des porteurs (les sherpas notamment) et utilisent souvent des bouteilles d'oxygène afin de réduire les effets de l'altitude. 
Le style alpin est considéré comme le style d'alpinisme le plus pur. C'est le style privilégié aujourd'hui par les alpinistes au plus haut niveau. Il est pratiqué par des cordées réduites typiquement à deux ou trois personnes et est basé sur la rapidité de l'ascension, afin de réduire les risques : avalanches, aléas météorologiques… Malgré tout, l'ensemble de l'aventure reste long ; Élisabeth Revol explique que « dans une expédition, il y a deux mois de préparation. Puis pendant deux mois, on vit le projet et on met deux mois pour récupérer. »
Ce style est aussi moins coûteux, car il nécessite beaucoup moins de matériel, les alpinistes emportant le strict minimum afin d'être légers et donc rapides. « Ils font leurs sacs et partent en direction du sommet, tout simplement : pas de camps intermédiaires, pas d'aller-retours et pas de matériel à monter » raconte Adam Bielecki à propos d'une ascension du Broad Peak par Aleksander Lwow (pl) et Maciek Berbeka (pl). En revanche, l'engagement lié à cette pratique est très important, les alpinistes étant souvent isolés et ne pouvant pas espérer de secours rapide en cas d'accident. Pour son expédition en duo au Nanga Parbat, décrivant le moment de faire l'aller retour du camp IV au sommet, Élisabeth Revol écrit : « C'est la phase la plus appréciable de l'ascension : plus de sac à porter, plus de camp à déplacer. Nous n'emportons chacun qu'un litre d'eau, trois barres de céréales, nos masques, nos GoPro et caméras, une pharmacie d'altitude pour deux, mon inReach, une paire de gants et une paire de moufles de secours. […] Nous savons tous deux que nous sommes seuls, sans secours ni recours possible, hormis nous-mêmes. Monter et descendre très vite […] Sans laisser de trace de notre passage, sans aide extérieure ni oxygène, en adéquation avec notre éthique, notre philosophie en montagne. […] Nous n'avons pas le droit à l'erreur. » Un exemple connu des risques inhérents à cette pratique est l'aventure relatée par Joe Simpson dans La Mort suspendue. Il faut attendre les années 2010 pour qu'une ascension hivernale en style alpin soit réussie sur un 8 000.